# Hugo Gaudig

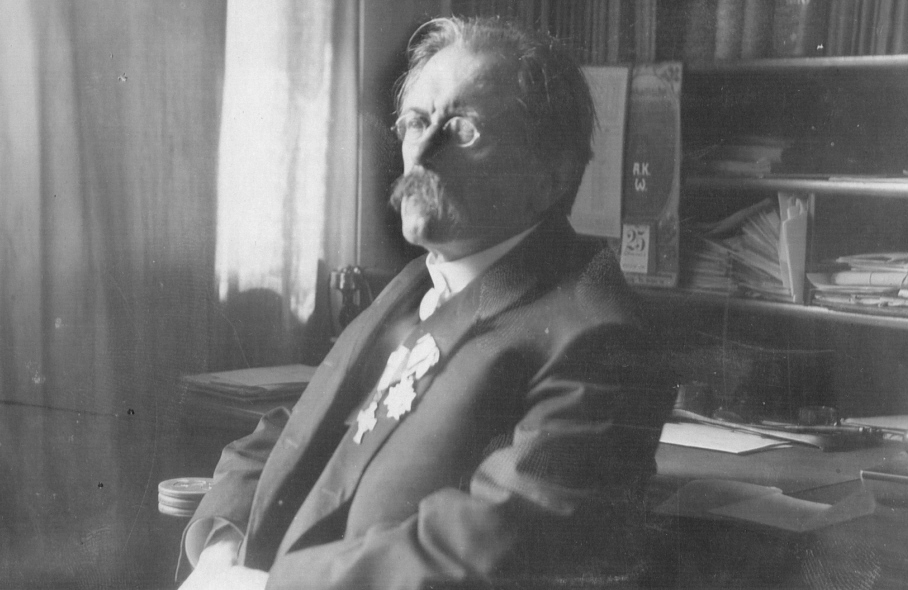
Hugo Gaudig vor seinem Schreibtisch im Rektorenzimmer der II. Höheren Mädchenschule in Leipzig

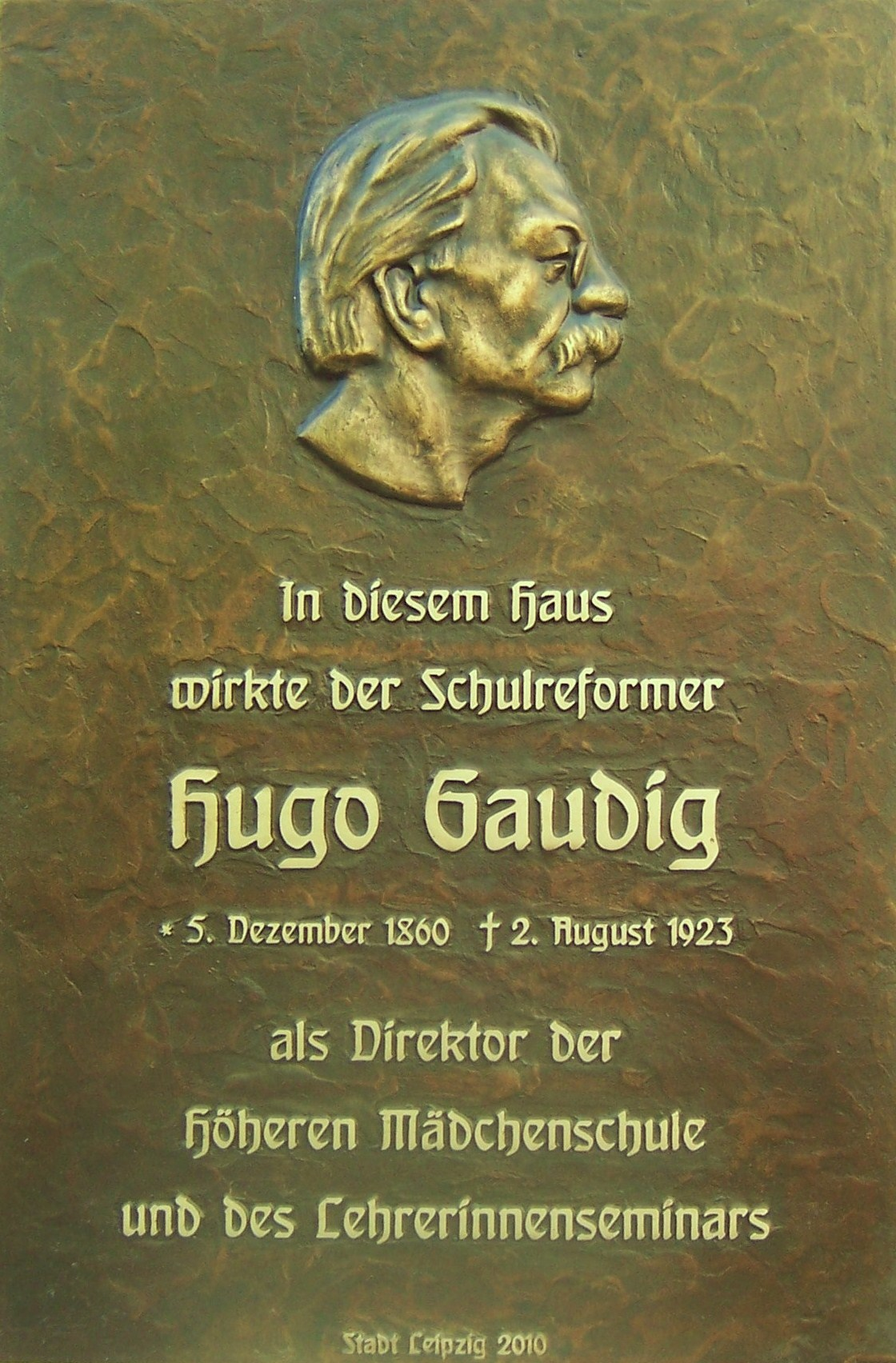
Gedenktafel der Stadt Leipzig für Hugo Gaudig, Schulgebäude am Gaudigplatz (2010)

Friedrich Eduard Hugo Gaudig (* 5. Dezember 1860 in Stöckey; † 2. August 1923 in Leipzig) war ein weltweit geachteter Reformpädagoge der „Arbeitsschulbewegung“ sowie Rektor der II. städtischen Höheren Mädchenschule mit angeschlossenem Lehrerinnenseminar in Leipzig-Gohlis, die als Modellschule für seine Reformpädagogik diente und die ihm zu Ehren 1927 in Gaudigschule umbenannt wurde.

## Leben
Der Sohn des evangelisch-lutherischen Landpfarrers und Schulinspektors Dagobert Eduard Ferdinand Gaudig (1830–1904; ursprünglich vermutlich: Grandig) und seiner Frau Ottilie (1830–1887; geb. Dorgath) absolvierte 1879 das Gymnasium in Nordhausen, nachdem er bis 1874 sieben Jahre lang die dörfliche Volksschule in seinem Geburtsort Stöckey besucht hatte. Noch in seiner Schrift „Was der Tag mir brachte?“ beschreibt er die für ihn bedeutsamen und prägenden Lehrer seiner Dorfschule, die für ihn zum Vorbild wurden, da sie feste Persönlichkeiten der Dorfschaft waren.
Nach dem Studium der Theologie, Altphilosophie und neuere Sprachen in Halle und der 1883 erfolgten Promotion über „Die Grundprincipien der Ästhetik Schopenhauers“ wurde Gaudig 1886 Probelehrer an den Franckeschen Stiftungen in Halle/Saale und war Mitglied des Pädagogischen Seminars daselbst unter dem Herbartianer Otto Frick. Im Folgejahr, in dem auch seine Mutter Ottilie starb, wurde er Oberlehrer am Realgymnasium in Gera. Ein Jahr darauf 1888 heiratete er Marianne Burghardt. Aus der Ehe gingen drei Mädchen hervor: Die Germanistin Anneliese Schulze-Gaudig (1893–1970), die Ärztin Ruth Weise-Gaudig (1895–1978) und die Pädagogin Rosemarie Sacke-Gaudig (1904–1997).
1896 kehrte er als Direktor der höheren Mädchenschule und des Lehrerinnenseminars an die Franckeschen Stiftungen zurück. Im Jahr 1900 wechselte er nach Leipzig an die I. städtische Höhere Schule für Mädchen, das im gleichen Jahr mit einem Lehrerinnenseminar verbunden wurde. Durch den Erfolg seiner neuartigen Lehrmethoden stieg die Zahl der Schülerinnen sprunghaft an, so dass Gaudig die Gründung einer Zweiganstalt anregte. 1907 zog er mit einem Wahlkollegium und dem Lehrerinnenseminar in den imposanten, von Otto Wilhelm Scharenberg im Stil der Neorenaissance errichteten Gebäudekomplex der neu gegründeten II. Städtischen Höheren Schule für Mädchen, die er zum schulpraktischen Zentrum seiner Reformpädagogik ausbaute. Übrigens trat er als Gegner der Koedukation auf, da er in der direkten Lernkonkurrenz zwischen Mädchen und Knaben den noch keineswegs gefestigten Anspruch der Frauen auf höhere Bildung und Berufsausbildung gefährdet sah.
Gaudig wurde der Professorentitel verliehen. Außerdem erhielt er den Titel Schulrat. 1908 wurde er Mitglied der Erfurter Akademie für gemeinnützige Wissenschaften. Die Berufung ins Sächsische Kultusministerium als auch die in der Nachfolge Eduard Sprangers angetragene Professur für Erziehungswissenschaften an der Universität Leipzig lehnte er zugunsten seiner praktischen Schultätigkeit ab.
Dennoch wurde er von der Schulverwaltung oft als Experte für Fragen der höheren Frauenbildung herangezogen. Gaudig vertrat seine pädagogischen Ideen publizistisch, in zahlreichen Vortragsreisen im In- und Ausland und vor pädagogischen Berufsverbänden. Seine Schule wurde zur Wallfahrtsstätte unzähliger Hospitanten aus dem In- und Ausland. Sie galt nach dem Ersten Weltkrieg als das Zentrum der deutschen Reformpädagogik.

## Reformpädagogik

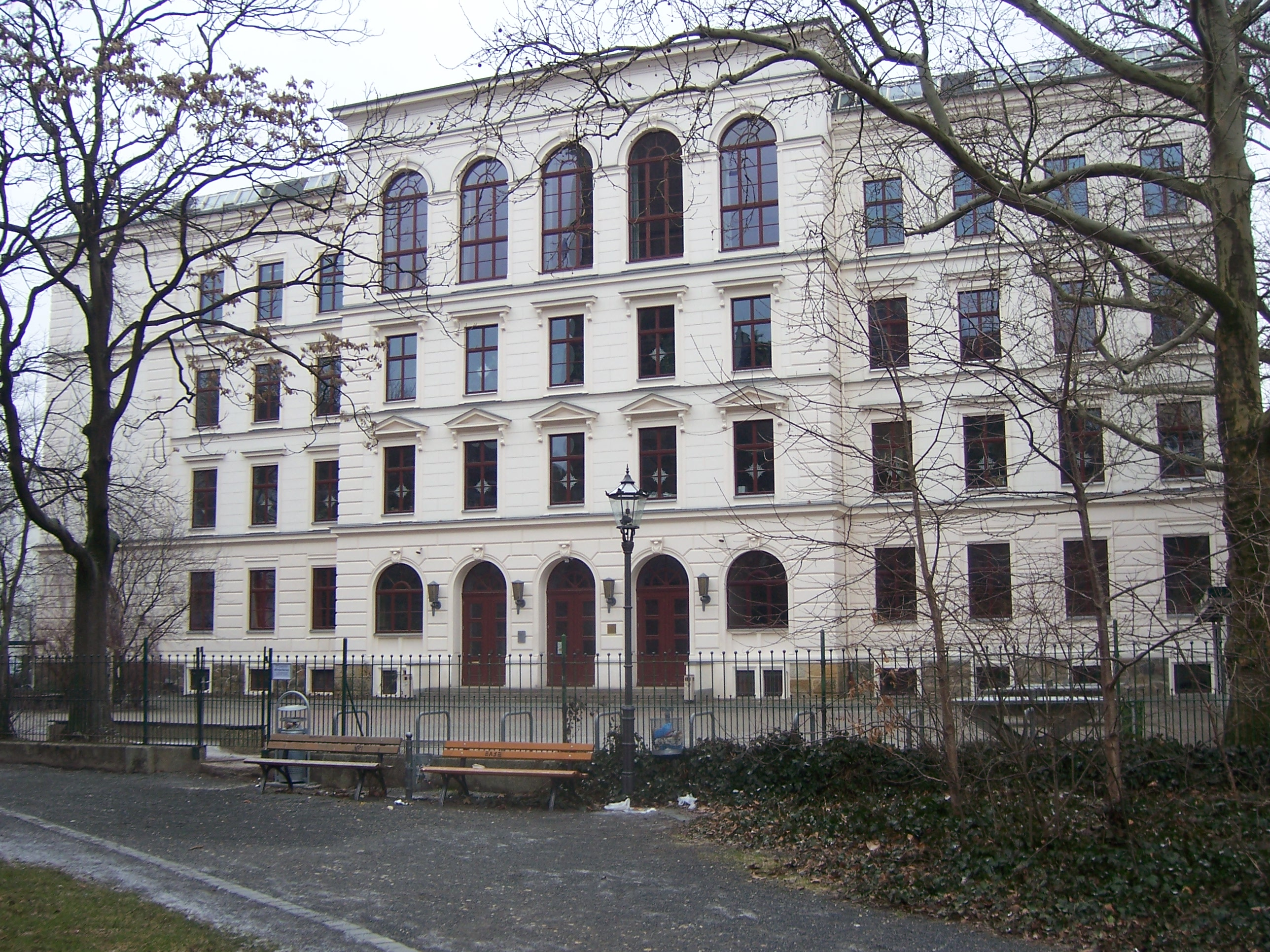
Gebäude der ehemaligen I. Höheren Mädchenschule mit Lehrerinnenseminar am Gaudigplatz in Leipzig, heute Evangelisches Schulzentrum Leipzig

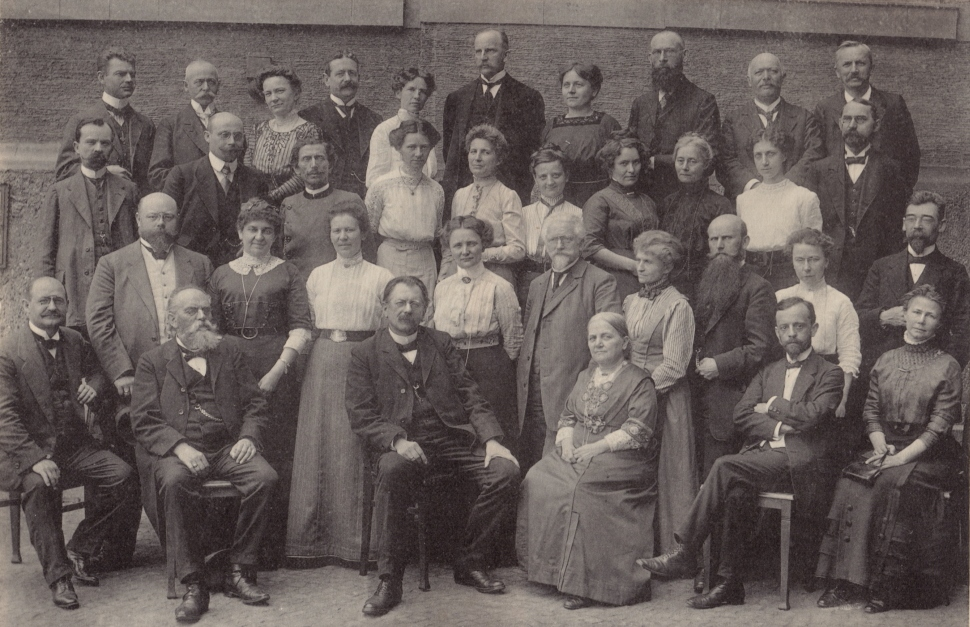
Hugo Gaudig und sein Lehrkollegium 1912

Gaudig wird verengend in den Kreis der Arbeitspädagogen eingeordnet. Der Zentralbegriff seines arbeitspädagogischen Konzeptes ist nicht die Erziehung zum Staatsbürger, sondern das Prinzip der Selbsttätigkeit, das er im Gegensatz zu Georg Kerschensteiner, mit dem er sich kritisch auseinandersetzte, nicht als primär praktisches Tun, sondern als freie geistige Schularbeit verstand. Mit seiner Idee der freien geistigen Schularbeit bzw. Tätigkeit legte er besonderen Wert auf die Selbsttätigkeit bzw. Selbstbestimmung (hinsichtlich Ziel, Weg, Mittel, Schritt Ergebnis der Arbeit) des Schülers:
Die einzige Schwierigkeit ist, wie die Selbsttätigkeit beim Kind geweckt wird. Dies kann geschehen durch einen eigenen Anstoß des Willens beim Kinde oder aber auch durch die Sache an sich. Die Selbsttätigkeit des Schülers kann nicht das Ziel der Schulerziehung sein, das erst nach jahrelangem Mühen erreicht wird, sondern sie muß vom ersten Schultag an einsetzen: denn 'Selbsttätigkeit soll nicht sein: ein wildes Andringen des Geistes auf seinen Gegenstand, sondern eine besonnenes, geordnetes Vorgehen' .
Demzufolge war für ihn die Methode der Lernenden das entscheidende Moment des Lernens. Arbeitsteilung ist ein von Hugo Gaudig maßgeblich entwickelter didaktisch-methodischer Begriff, der heute noch für Konzepte und Methoden der Gruppenarbeit und des Projektlernens von Bedeutung ist. Arbeitsteilung heißt, dass die Lernenden sich jeweils unterschiedliche thematische Schwerpunkte eines gemeinsamen Arbeitsvorhabens setzen und diese selbständig in der Gruppe zu lösen versuchen. Nach Gaudig muss die Arbeitsteilung immer wieder in die Arbeitsvereinigung – also die gemeinsame Auswertung oder vergleichende Betrachtung im gemeinsamen Gespräch – führen. Insofern kann er auch als Begründer kommunikativer Didaktik verstanden werden.
Ein zentraler Begriff seiner Persönlichkeitspädagogik ist das „Ich der Sehnsucht“. Der Mensch trage die Möglichkeiten einer voll entwickelten Persönlichkeit in sich. Jede Erziehung, auch die schulische, hat der Verwirklichung dieses Zieles zu dienen.
Gaudig propagierte den Bildungswert von Sprache und entwickelte für die höhere Mädchenbildung das Konzept der „Deutschschule“, das er später zur „deutschen Kulturschule“ als Alternative zum humanistischen Gymnasium als sogenannte „Lateinschule“ erweiterte. Dieser Aspekt seines Wirkens ist noch weitgehend unerforscht.

## Nach Hugo Gaudigs Tod

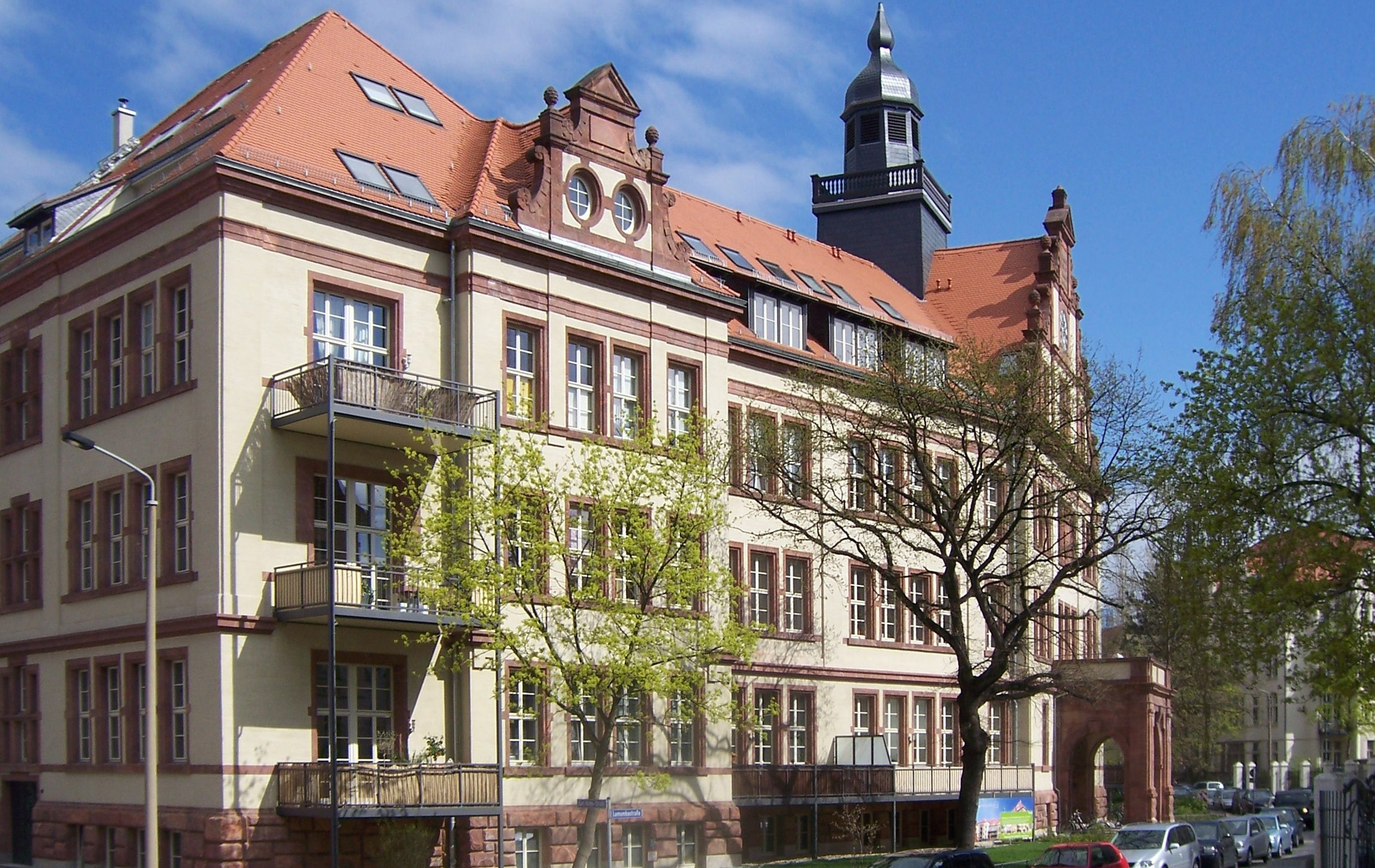
Gebäude der ehemaligen II. Höheren Mädchenschule mit Lehrerinnenseminar (ab 1927: Gaudigschule) in Leipzig

1927 wurde die II. Höhere Mädchenschule in „Gaudigschule“ umbenannt. Hugo Gaudigs didaktisches Konzept der freien geistigen Arbeit und seine Persönlichkeitspädagogik, welche die Individualität betonte und zum eigenständige Denken erzog, wurden nach seinem Tod von bekannten Pädagogen wie Charlotte Müller, Otto Scheibner, Theodor Friedrich und Waldus Nestler weitergeführt und war den beiden Diktaturen in Deutschland ein Dorn im Auge. 1933 verbot das NS-Regime der Gaudigschule in Leipzig das pädagogische Wirken nach außen und versuchte die Lehrerschaft ideologisch zu unterwandern. In der DDR wurde nach einer anfänglichen Reorganisation der Gaudigschule im Zuge der Ideologisierung aller Lebensbereiche die Reformpädagogik zunehmend als bürgerlich-reaktionär diffamiert. Die Schule, längst aus ihrem eindrucksvollen Schulgebäude vertrieben, musste den Namen Gaudigs ablegen und wurde 1951 schließlich als Oberschule Nord geschlossen.
Heute trägt in Berlin eine Schule Gaudigs Namen. In den Städten Berlin, Bielefeld, Dortmund, Haan, Oldenburg und Soltau sind Straßen nach Hugo Gaudig benannt. In Leipzig wurde auf Beschluss des Stadtrats vom 18. Mai 2011 der ehemalige Schletterplatz im Stadtbezirk Mitte, Ortsteil Zentrum-Süd, in Gaudigplatz umbenannt.

## Zitate
Aus einer Abschiedsrede Hugo Gaudigs an seine Seminarabiturientinnen vor 1923:

„Wir wollen’s euch nicht verübeln, wenn ihr Jungen, die ihr gemeinsam die Last der Zukunft tragen müsst, euch zusammenschließt in mancherlei Verbänden, wenn ihr ein Gemeinschaftsleben führt, aus dem neue Gedanken, vielleicht rettende, geboren werden. Was allerdings bisher die ‚Jugendbewegung’ hervorgebracht hat, dünkt mich im wesentlichen wertlos. Vielleicht denkt ihr eben jetzt, das sei die Meinung eines Alten, eines Überalterten. In dieser Scheidestunde ist nicht die Zeit, in der ich meine Stellungnahme begründe. Nur eines sei gesagt: die ganze Jugendbewegung ist durchdrungen von der Sehnsucht nach ‚Führern’, nach dem ‚Führer’. Was für ein Unheil!
Die Jugend der ‚Jugendbewegung’ ruft sich zu selbstverantwortlichem Tun auf und endet damit, sich dem autoritären Willen eines Führers zu unterwerfen! Von ihm, dem Führer, wird’s abhängen, was in der Zukunft aus unserem Volke wird; so stiehlt sich die Jugend aus ihrem Herzen das Gefühl der Selbstverantwortlichkeit, den Willen zu einem gemeinsamen Handeln, zu dem jeder einzelne sein Bestes beisteuert, bei dem jeder einzelne nicht auf den Befehl des Führers wartet, sondern dem Befehl seines Herzens gehorcht.“

## Ehrungen
Seit 2011 gibt es in Leipzig den Gaudigplatz. Am darauf befindlichen heutigen Evangelischen Schulzentrum neben der Peterskirche, das im Gebäude der ehemaligen I. städtischen Höheren Mädchenschule eingerichtet wurde, deren Rektor Hugo Gaudig in den Jahren 1900 bis 1907 war, wurde eine bronzene Gedenktafel angebracht.

## Monographische Werke
- Festrede bei der zweiten Centenarfeier der Franckeschen Stiftungen in der Aula der höheren Mädchenschule. Halle a. S. : Buchdruckerei des Waisenhauses., 1898.
- Didaktische Ketzereien. Teubner, Leipzig 1904.
- Höheres Mädchenschulwesen. (= Die allgemeinen Grundlagen der Kultur der Gegenwart). Leipzig 1906.
- Zur Fortbildung der Schülerinnen der höheren Mädchenschule. Quelle & Meyer, Leipzig 1906.
- Didaktische Präludien. Leipzig: Teubner, Leipzig 1909.
- Zur Neugestaltung des höheren Mädchenschulwesens im Königreich Sachsen. Bär & Hermann, Leipzig 1911.
- Ausblicke in die Zukunft der deutschen Schule; Begleitwort zur dritten Auflage der Didaktischen Ketzereien. Teubner, Leipzig u. a. 1915.
- Deutsches Volk – Deutsche Schule!: Wege zur nationalen Einheit. Quelle & Meyer, Leipzig 1917.
- Das Volksschullehrerseminar der Zukunft als deutsche Schule. Union Deutsche Verlag-Ges., Berlin 1917.
- Die Schule im Dienste der werdenden Persönlichkeit. Band 1, Quelle & Meyer, Leipzig 1917.
- Die Schule im Dienste der werdenden Persönlichkeit. Band 2, Quelle & Meyer, Leipzig 1917.
- Schulreform?: Gedanken zur Reform des Reformierens. Quelle & Meyer, Leipzig 1920.
- Auf dem Wege zur neuen Schule: Versuche und Ergebnisse. Jaeger, Leipzig u. a. 1921.
- als Hrsg.: Freie geistige Schularbeit in Theorie u. Praxis. Breslau 1922.
- Schule und Schulleben. Quelle & Meyer, Leipzig 1923.
- Was mir der Tag brachte. Teubner, Leipzig u. a. 1923.
- Die Idee der Persönlichkeit und ihre Bedeutung für die Pädagogik. Reprograf. Nachdr. d. Ausg. Leipzig 1923. –  Quelle & Meyer, Heidelberg 1965.
- Freie geistige Schularbeit in Theorie und Praxis. Hirt, Breslau 1925.
- Elternhaus und Schule als Erziehungsgemeinschaft. Teubner, Leipzig 1929.